# شركة مساهمة مصرية

الشركة المساهمة المصرية أو شركة مساهمة مصرية ش م م (بالإنجليزية: Egyptian Joint Stock Company) هي نوع من أنواع الشركات التجارية المعترف بها قانونيًا في مصر، وتتميز بأن رأسمالها مقسم إلى أسهم متساوية القيمة يمكن تداولها، ويكون كل مساهم مسؤولاً في حدود قيمة الأسهم التي يملكها فقط.

## التعريف القانوني
وفقًا قانون الشركات المصري رقم 159 لسنة 1981 وتعديلاته، تُعرف الشركة المساهمة بأنها:  
"شركة ينقسم رأس مالها إلى أسهم متساوية القيمة وقابلة للتداول، ولا يسأل الشريك فيها إلا في حدود قيمة الأسهم التي اكتتب فيها".  
تعتبر الشركة المساهمة من أهم الكيانات الاقتصادية في مصر، وتصلح لممارسة كافة الأنشطة التجارية والصناعية والخدمية، ويجوز تأسيسها من قبل الأفراد أو الهيئات أو الجهات الحكومية.

## خصائص الشركة المساهمة
- رأس المال: مقسم إلى أسهم متساوية القيمة يمكن تداولها بالبيع أو الشراء.
- المسؤولية: مسؤولية المساهمين محدودة بقيمة الأسهم التي يملكونها فقط.
- الإدارة: تدار الشركة بواسطة مجلس إدارة منتخب من بين المساهمين.
- الشخصية الاعتبارية: للشركة شخصية قانونية مستقلة عن المساهمين.
- الاكتتاب العام: يمكن طرح أسهم الشركة للاكتتاب العام في البورصة المصرية.
- الرقابة: تخضع الشركة لرقابة الهيئة العامة للرقابة المالية والبورصة ووزارة الاستثمار.

## إجراءات التأسيس
1. إعداد عقد التأسيس والنظام الأساسي.
2. الحصول على موافقة الهيئة العامة للاستثمار.
3. قيد الشركة في السجل التجاري.
4. إصدار أسهم الشركة وتوزيعها على المؤسسين والمكتتبين.
5. تعيين مجلس الإدارة ومراقب الحسابات.

## أمثلة على شركات مساهمة مصرية بارزة
- البنك الأهلي المصري
- شركة مصر للطيران
- شركة الشرقية للدخان
- شركة أوراسكوم للإنشاء والصناعة
- شركة السويدي إليكتريك
- شركة السكر والصناعات التكاملية المصرية
- شركة الحديد والصلب المصرية
- شركة المقاولون العرب
- شركة مصر للتأمين

## أهمية الشركة المساهمة في الاقتصاد المصري
تلعب الشركات المساهمة دورًا محوريًا في الاقتصاد المصري من حيث:
- جذب الاستثمارات المحلية والأجنبية.
- توفير فرص العمل.
- دعم البورصة المصرية.
- تطوير القطاعات الصناعية والخدمية.